# Gerarchia dei generi

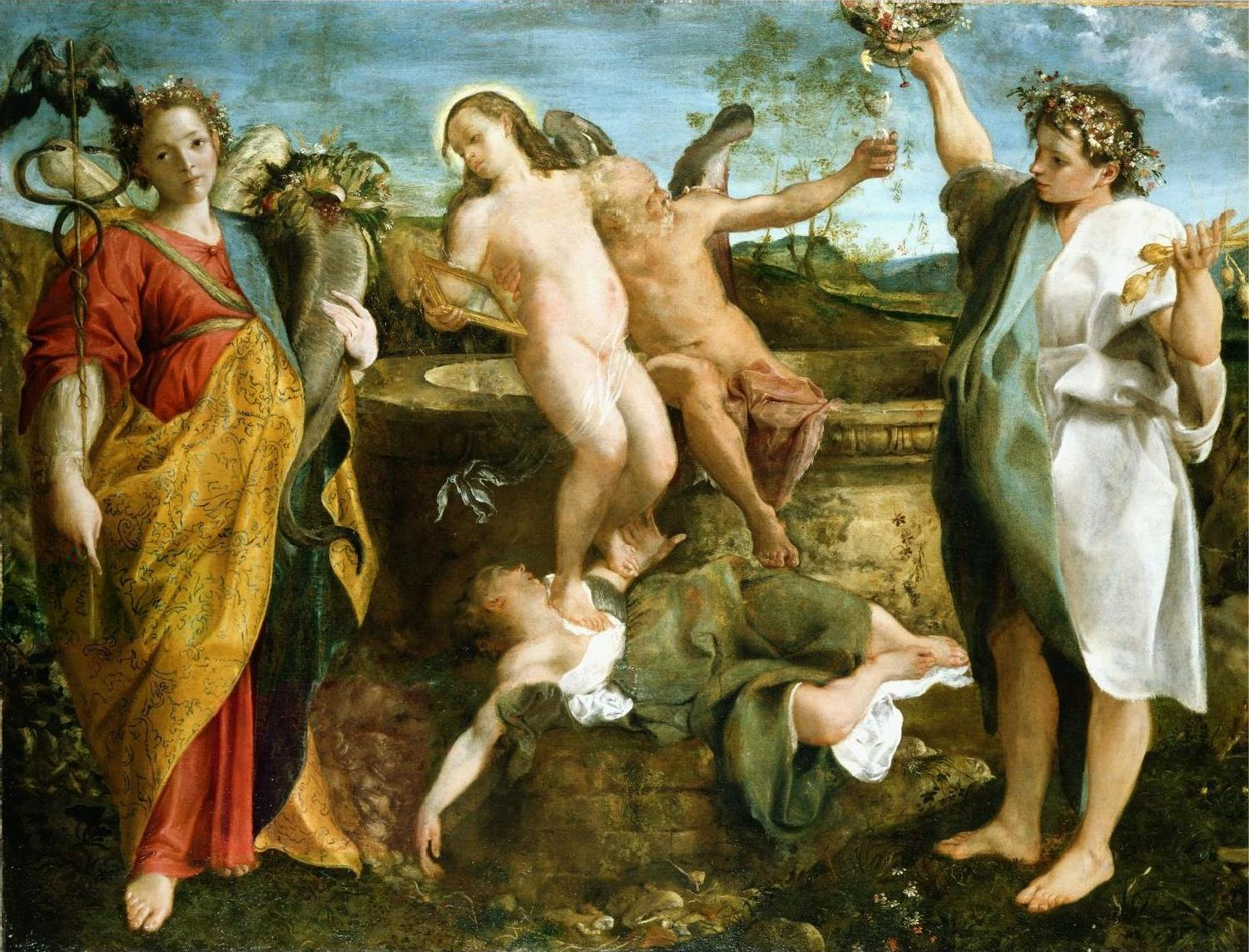
Annibale Carracci, Allegoria della verità e del tempo (1584-5), esempio di pittura storico-allegorica.

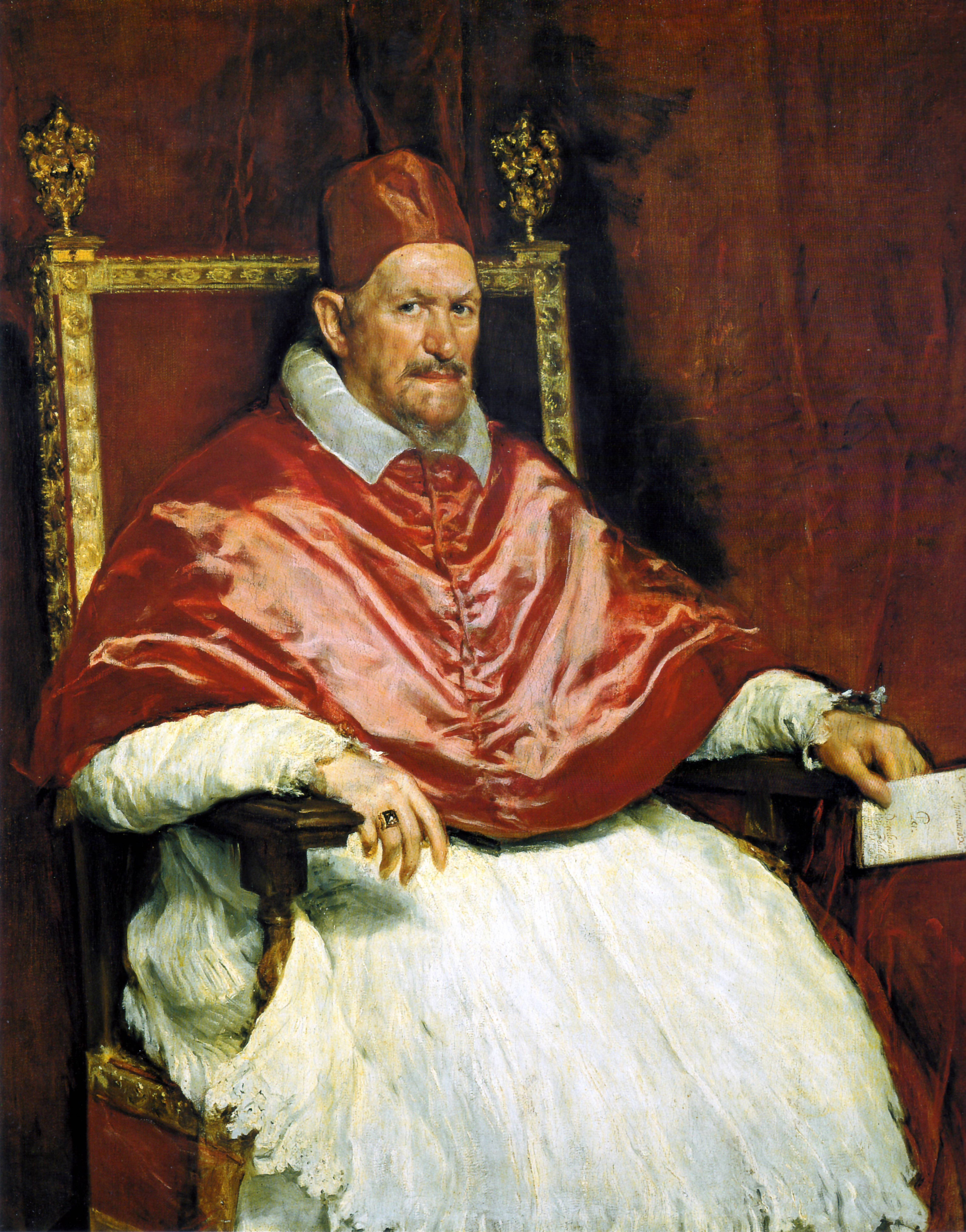
Velázquez, ritratto di Papa Innocenzo X, 1650 circa.

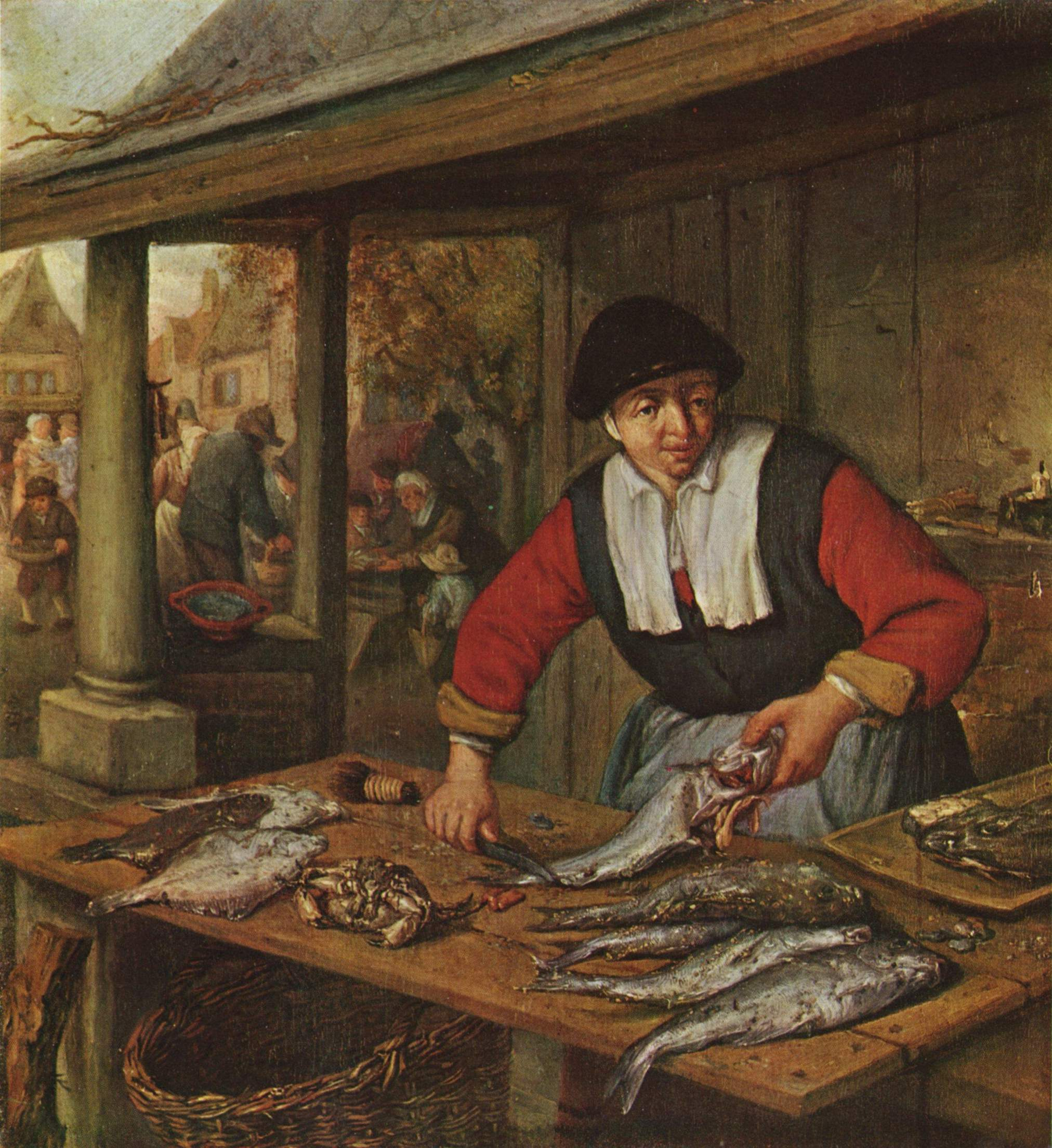
Pittura di genere. Adriaen van Ostade, Pescivendolo, 1660-1670, olio su tavola, 29 × 26.5 cm, Museo di Belle Arti, Budapest.

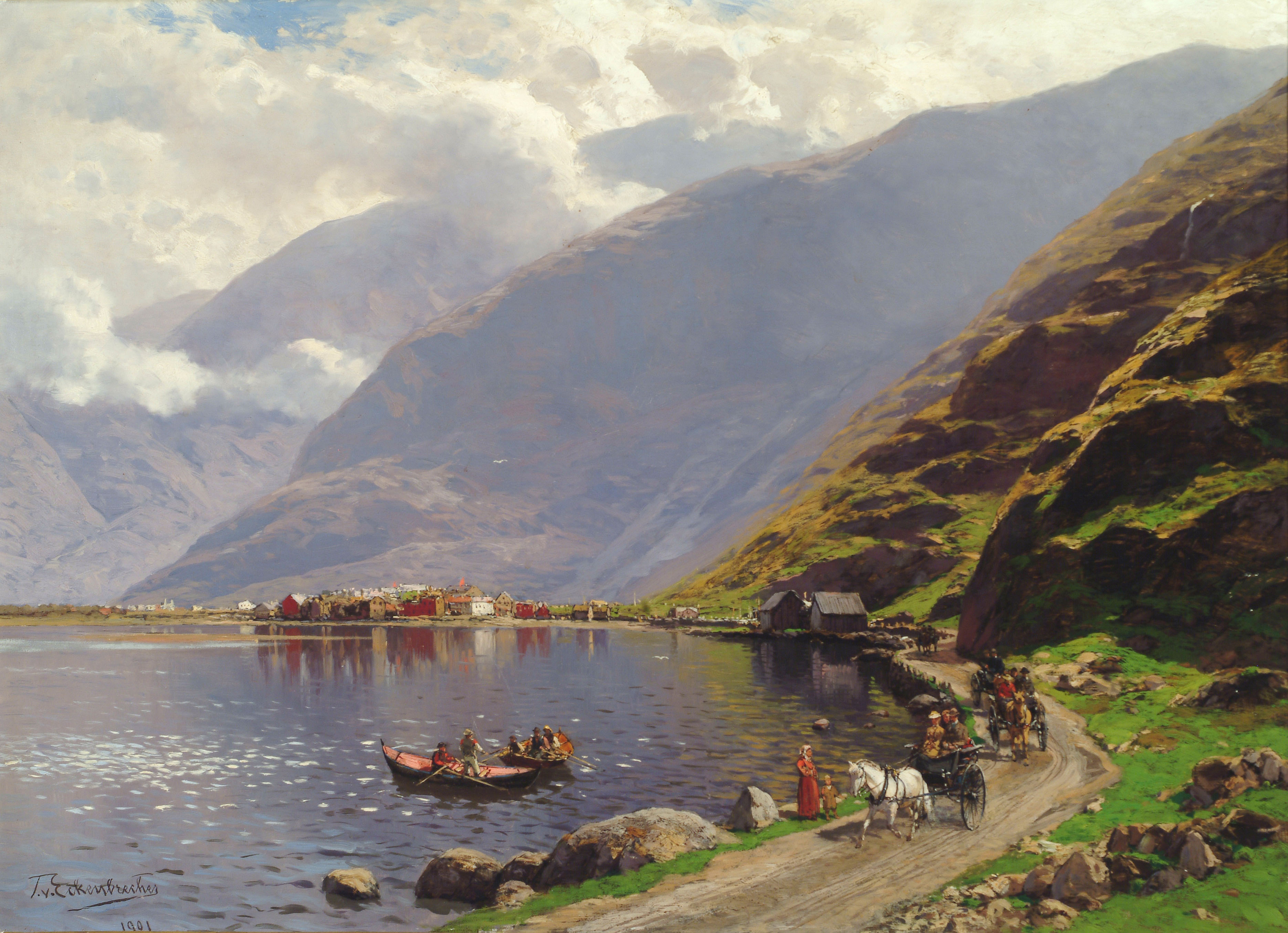
Paesaggio. Themistokles von Eckenbrecher, Vista di Laerdalsoren, sul Sognefjord, olio su tela, 1901.

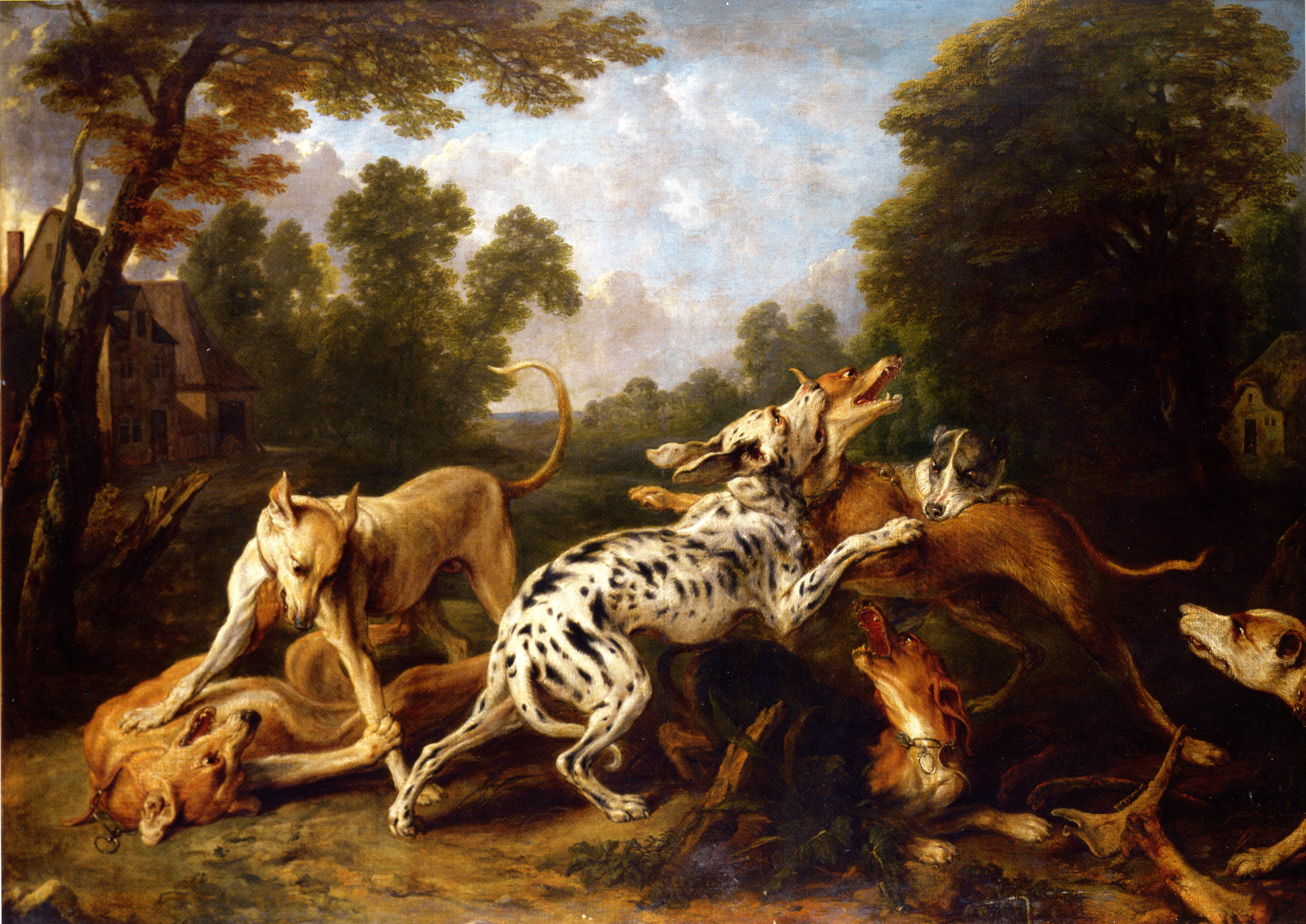
Frans Snyders, Lotta di cani.

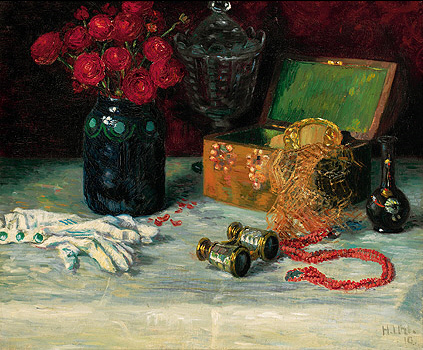
Natura morta. Heinrich Uhl, Natura morta con cofanetto, monili, guanti e un vaso con fiori, olio su tela, 50 x 60 cm.

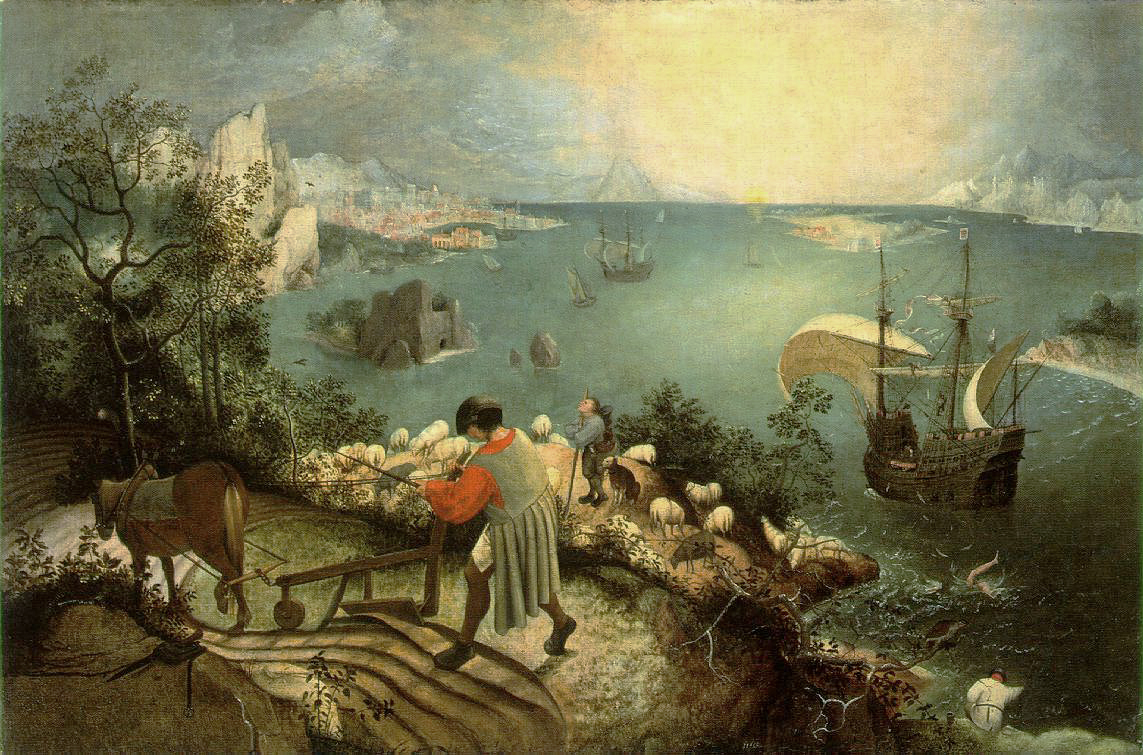
Paesaggio con la caduta di Icaro, da Pieter Bruegel, un trattamento originale di un soggetto storico dominato da una figura di genere.

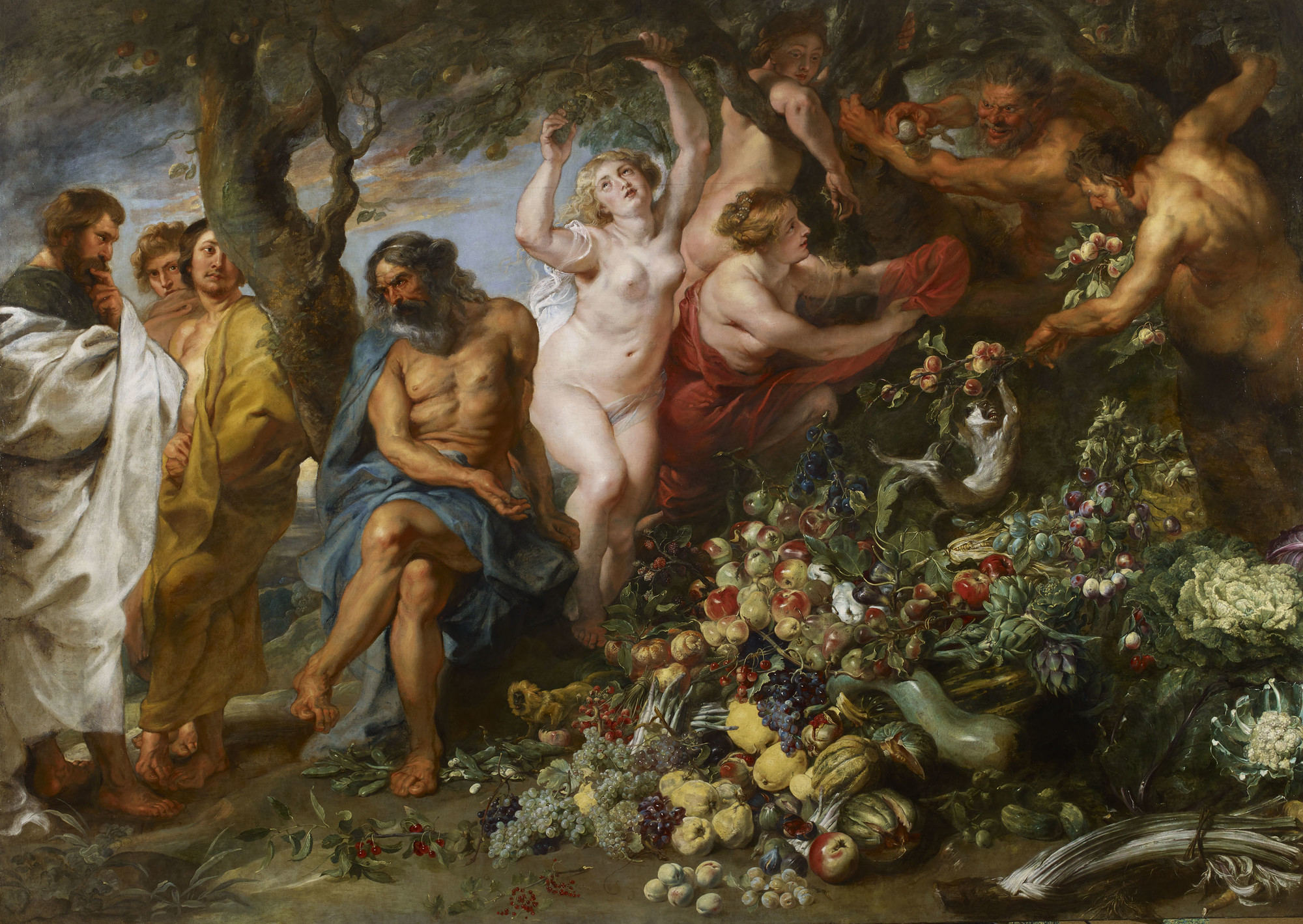
Pitagora che sostiene il vegetarismo (1618-20), di Peter Paul Rubens (figure) e Frans Snyders (natura morta), opera pittorica mista di storia e natura morta tipica della pittura barocca fiamminga.

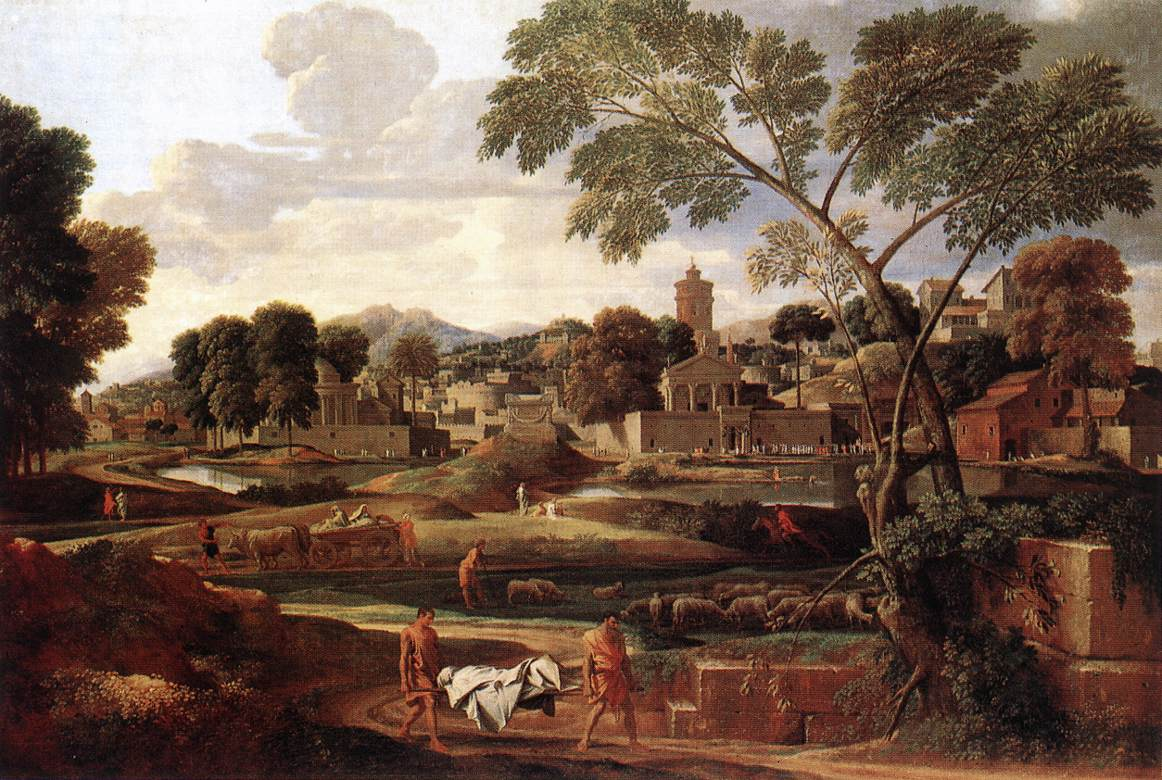
Sepoltura di Focione di Poussin, 1648; un paio di piccole figure vivacizzano un paesaggio in un dipinto di storia.

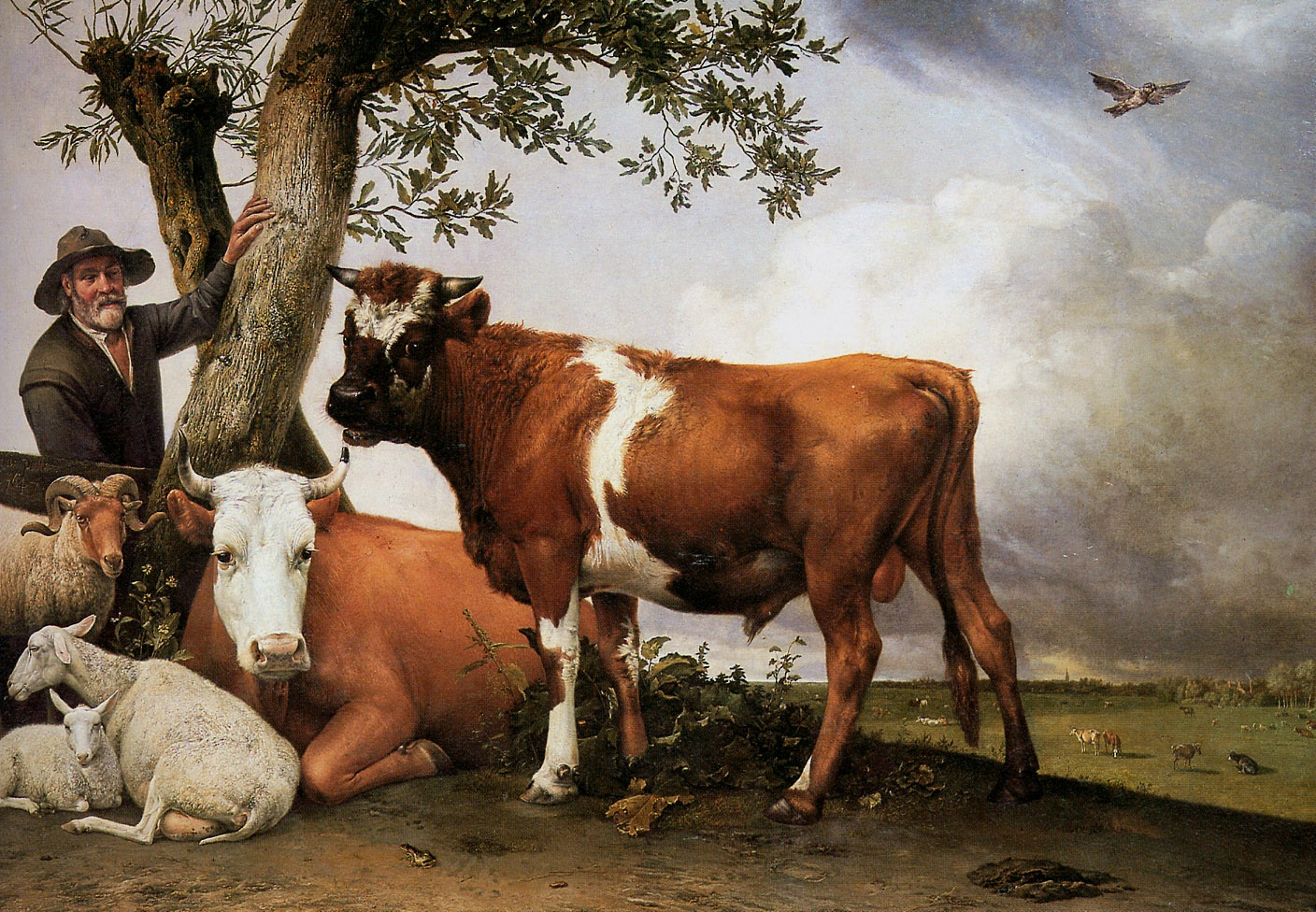
Paulus Potter, Il giovane toro (1647); Largo 3,4 metri. Una pittura animale insolitamente monumentale che sfida la gerarchia dei generi per la sua dimensione; nel XIX secolo tali opere sarebbero diventate comuni.

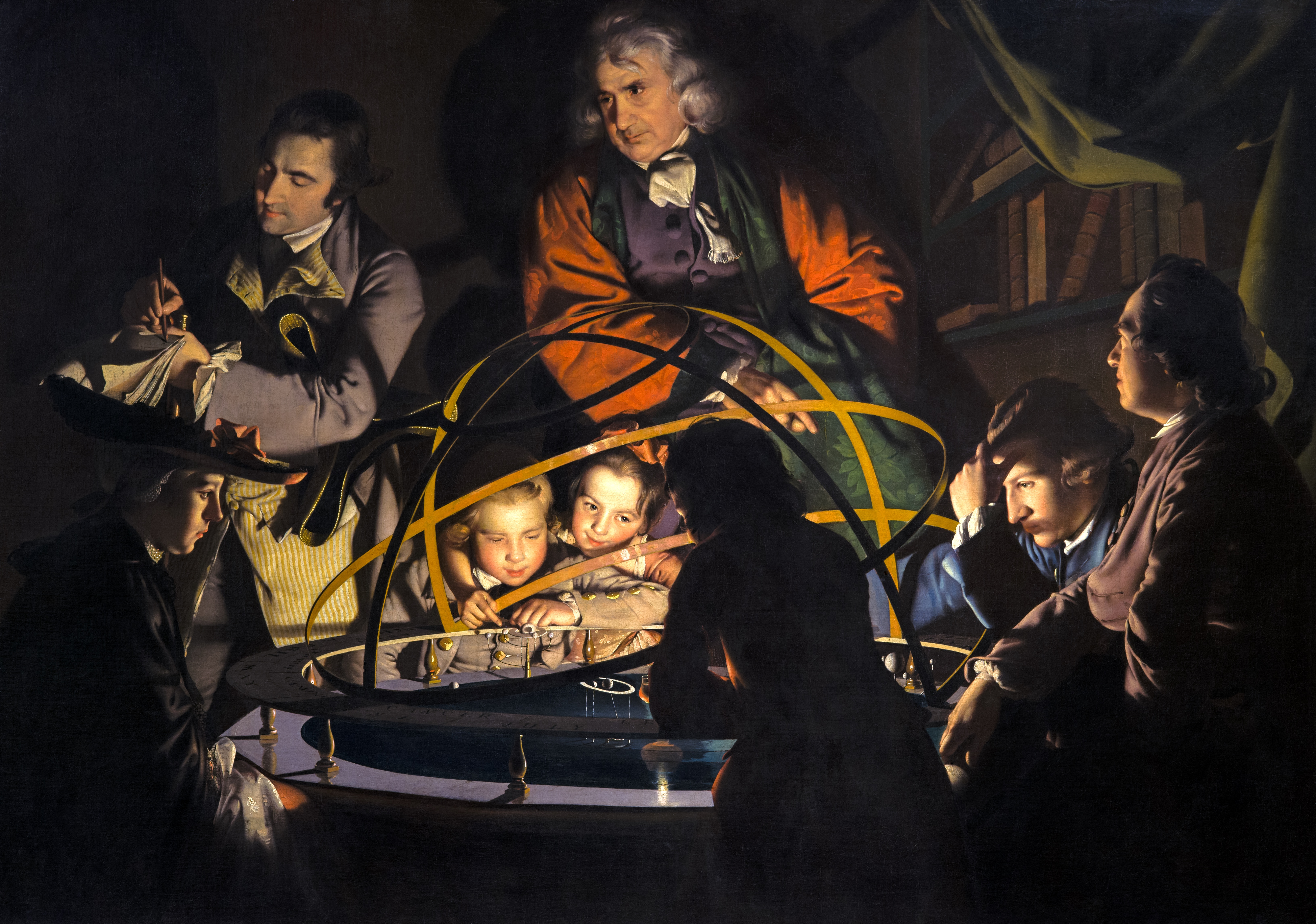
Joseph Wright of Derby, Lezione di filosofia nell'Orrery, 1766, gruppo di conversazione senza ritratti e con la piena gravità della pittura storica.

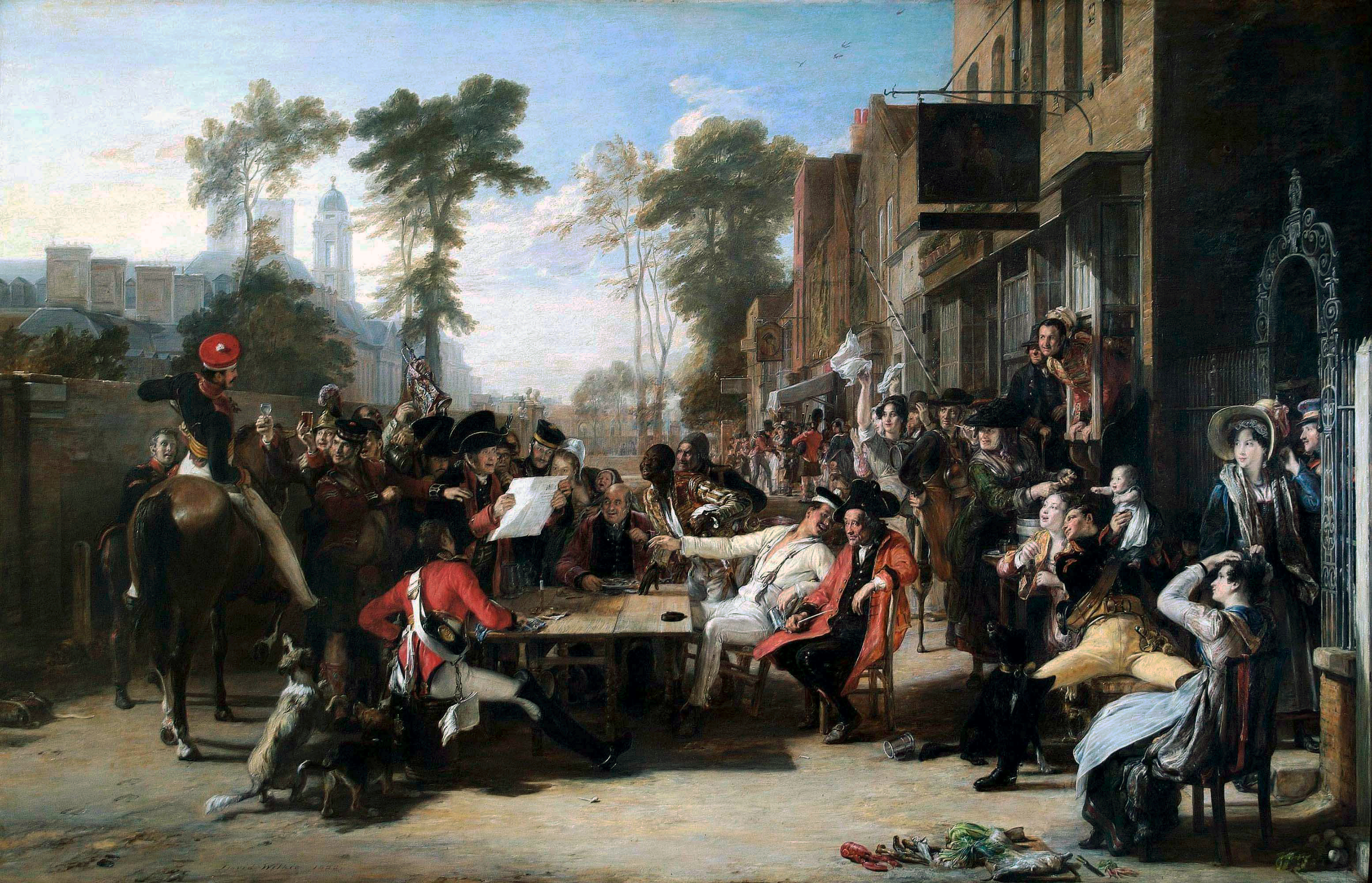
Sir David Wilkie, The Chelsea Pensioners reading the Waterloo Dispatch, 1822. Pittura storica tipica del XIX secolo.

La gerarchia dei generi è una formalizzazione che elenca diversi generi nell'arte in termini di prestigio e valore culturale.

## Letteratura
In letteratura, l'epica era considerata la forma più elevata, per le ragioni espresse da Samuel Johnson nel suo Life of John Milton (Vita di John Milton): «Con il consenso generale dei critici, la prima lode del genio è dovuta allo scrittore di poesia epica, in quanto richiede un assemblaggio di tutti i poteri che sono singolarmente sufficienti nelle altre composizioni.» A seguire veniva la poesia lirica e quella comica accomunata al dramma. Il romanzo impiegò molto per ottenere un posto fisso nella gerarchia, consentendo la scomparsa della credenza in una gerarchia sistematica delle forme soltanto nel XIX secolo.

## Musica
Nella musica, all'impostazione dei testi era concesso uno status superiore rispetto alle opere meramente strumentali, almeno fino al periodo barocco, e l'opera lirica mantenne uno status superiore per molto tempo. Lo status delle opere variava anche con il numero degli esecutori e cantanti coinvolti, poiché a quelle per complessi più numerosi, che erano certamente più difficili da scrivere e più costose da eseguire, era dato uno status più elevato. Ogni elemento della commedia riduceva lo status di un lavoro, anche se, come in altre forme d'arte, spesso aumentava la sua popolarità.

## Pittura
Le gerarchie dell'arte figurativa erano quelle inizialmente formulate in Italia per la pittura nel XVI secolo, che dominarono, con poche modifiche, fino agli inizi del XIX secolo. Queste erano state formalizzate e promosse dalle  accademie in Europa, tra il XVII secolo e l'epoca moderna, la più influente delle quali divenne la francese Académie de peinture et de sculpture, che ebbe un ruolo centrale nell'arte accademica. La gerarchia sviluppò una netta distinzione tra:
- Pittura storica, comprendente soggetti religiosi, mitologici e allegorici;
- Pittura ritrattistica;
- Pittura di genere o scene della vita quotidiana;
- Pittura paesaggistica e di città (i paesaggisti erano chiamati "soldati semplici nell'esercito dell'arte" dal teorico dell'arte olandese Samuel van Hoogstraten);
- Pittura di animali;
- Natura morta.

La gerarchia era basata su una distinzione tra arte che comportava uno sforzo intellettuale per "rendere visibile l'essenza universale delle cose" (imitare) e ciò che consisteva soltanto nella "copia meccanica di particolari apparenze" (ritrarre). L'idealismo fu privilegiato sul realismo in linea con il neoplatonismo.
Il termine è usato soprattutto nel campo della pittura, e dal Rinascimento in poi, quando la pittura si affermò come la più alta forma d'arte. Questo non era il caso dell'arte medievale e della pittura su commissione che fece notevole resistenza ad accettare pienamente questo punto di vista. Gli Arazzi di Raffaello sono un chiaro esempio dell'elevato status della produzione degli arazzi, la forma più costosa d'arte nel XVI secolo. Nel primo periodo medievale pezzi sontuosi in metallo erano tenuti nella più grande considerazione e i materiali pregiati rimasero un elemento importante nella valorizzazione dell'arte almeno fino al XVII secolo. Fino al XIX secolo i più stravaganti oggetti d'arte rimasero i più costosi, sia i nuovi che quelli presenti sul mercato dell'arte, e tra essi solo pochi dipinti. Erano molto influenti gli scritti classici che valutavano le capacità supreme dei singoli artisti, come lo sviluppo dell'arte che permetteva all'artista rinascimentale di dimostrare la sua abilità e invenzione, in misura maggiore di quanto fosse possibile in genere nel Medioevo.

### Arte rinascimentale
La gerarchia crebbe fuori dalla lotta per ottenere l'accettazione della pittura come una delle arti liberali, e quindi le controversie per stabilire uno status uguale o superiore al loro interno, rispetto ad architettura e scultura (il cosiddetto "paragone delle arti"). Tali questioni vennero considerate di grande importanza da artisti-teorici come Leon Battista Alberti, Leonardo da Vinci e Giorgio Vasari. Contro gli scultori, Leonardo sostenne che lo sforzo intellettuale necessario per creare l'illusione di tridimensionalità rendeva l'arte dei pittori superiore a quella degli scultori, che registravano solo delle apparenze. Nel suo De Pictura ("Sulla pittura") del 1441, Alberti sostenne che la pittura storica era la forma più nobile dell'arte e la più difficile, in quanto richiedeva la padronanza di tutte le altre, perché era una forma visiva della storia e perché aveva il maggior potenziale per attrarre lo spettatore. Egli pose l'accento sulla capacità di rappresentare le interazioni tra le figure dai gesti e dalle espressioni.
I teorici del primo e dell'alto Rinascimento accettarono l'importanza di rappresentare la natura da vicino, almeno fino agli ultimi scritti di Michelangelo, che fu fortemente influenzata dal neoplatonismo. Dal tempo dei teorici manieristi come Gian Paolo Lomazzo e Federico Zuccari (entrambi anche pittori) questo fu di gran lunga meno importante. Entrambi sottolinearono la bellezza come "qualcosa che è stata direttamente infusa nella mente dell'uomo dalla mente di Dio, e non esiste indipendente da qualsiasi impressione sensoriale", una visione destinata a ridurre ulteriormente lo stato dei lavori a seconda del realismo. In pratica la gerarchia rappresentò una piccola pausa tra il pensiero medievale e quello classico, fatta eccezione per posizionare la pittura storica profana nella stessa categoria dell'arte religiosa, e distinguere (non sempre chiaramente) tra soggetti religiosi iconici statici e scene di figura narrative, con queste ultime situate ad uno status più elevato. Le idee di decoro vennero anche inserite nella gerarchia; soggetti comici, sordidi o semplicemente frivoli, vennero classificati inferiori a quelli elevati e morali.
Durante il Rinascimento, nei paesaggi non ebbero quasi mai posto scene di genere e nature morte e la discussione sullo status o l'importanza dei diversi tipi di pittura riguardò principalmente argomenti storici piuttosto che i ritratti, inizialmente piccoli e senza pretese, e iconici di tipo religioso e mitologico. Per la maggior parte degli artisti era necessario un piccolo tocco di realismo in un ritratto; pochi potevano prendere l'approccio prepotente di Michelangelo, che ignorò in gran parte l'aspetto reale dei Medici, nelle sue sculture delle Cappelle Medicee, presumibilmente pensando che nei millenni nessuno avrebbe notato la differenza (Gainsborough disse che probabilmente avrebbe pensato ad un periodo di tempo più breve).
Molti ritratti erano estremamente lusinghieri, cosa che potrebbe essere giustificata da un appello all'idealismo e alla vanità del soggetto ritratto; il teorico Armenini nel 1587 sostenne che «i ritratti di artisti eccellenti sono considerati essere dipinti con lo stile migliore (maniera) e una maggiore perfezione rispetto ad altri, ma il più delle volte sono meno somiglianti». D'altra parte, numerosi personaggi di corte, i loro genitori, corteggiatori o cortigiani, lamentavano il fatto che i pittori avevano completamente omesso di rendere giustizia alla realtà del soggetto.
La questione del decoro nell'arte religiosa divenne il centro dello sforzo intenso, da parte della Chiesa cattolica dopo le prescrizioni sull'arte decise dal Concilio di Trento del 1563. I pittori che dipingevano eventi biblici come se fossero avvenuti nelle famiglie di ricchi italiani contemporanei, vennero attaccati e presto cessarono questo genere di ambientazione. Fino alla sfida di Caravaggio, alla fine del secolo, l'arte religiosa divenne a sfondo ideale.

### Arte del XVII e XVIII secolo
I nuovi generi di paesaggio, pittura di genere, pittura di animali e natura morta si affermarono nel XVII secolo, con il cessare virtuale della pittura religiosa nei paesi protestanti e l'espansione dell'acquisto di dipinti da parte del ceto medio prosperoso. Anche se sviluppi analoghi si verificarono in tutti i paesi europei avanzati, la cosa fu più evidente nelle scuole enormemente produttive della pittura del secolo d'oro olandese e in quella barocca fiamminga. Tuttavia non emersero teorici dei nuovi generi e la relativamente modesta quantità di scritti teorici olandesi, di Karel van Mander, Samuel van Hoogstraten, Gérard de Lairesse ed altri, erano in gran parte il rimaneggiamento di opere italiane, tanto che i loro scritti possono sembrare stranamente in contrasto con l'arte olandese effettivamente prodotta ai loro giorni.
La gerarchia venne per lo più accettata da artisti e specialisti anche di genere, come Jan Steen, Karel Dujardin e Vermeer che produssero alcuni dipinti storici, pagati meglio quando realizzati su commissione, ma in generale, di gran lunga più difficili da vendere. La storia infelice dell'ultima commissione storica fatta a Rembrandt, la Congiura di Giulio Civile (1661) illustra sia il suo impegno per la forma che le difficoltà che ebbe nel trovare un pubblico. Nelle Fiandre, oltre alle grandi quantità di opere di genere puro, ci fu una tendenza verso i quadri di storia con un importante elemento di genere, sia esso stato un animale, paesaggio o natura morta. Spesso i diversi elementi venivano dipinti da diversi artisti; Rubens e Frans Snyders spesso collaborarono in questo modo.
La dimensione dei dipinti, era molto spesso legata ai prezzi che realizzano, sempre più tesa a riflettere la loro posizione nella gerarchia in questo periodo. Fino al periodo romantico il prezzo e la vendibilità dei paesaggi poteva aumentare con l'aggiunta di piccole figure mitologiche o religiose, la creazione di un Paesaggio con …, una pratica che tornò alle origini della pittura di paesaggio del mondo paesaggistico fiammingo di Joachim Patinir nei primi anni del XVI secolo. La pittura del barocco fiammingo fu l'ultima scuola di pittura, spesso di generi più bassi in formati di grandi dimensioni, ma di solito in combinazione con soggetti di figura.
Una formulazione influente del 1667, di André Félibien, storiografo, architetto e teorico del classicismo francese divenne la dichiarazione classica della teoria per il XVIII secolo:
(André Félibien)
La pittura allegorica fu sollevata al di sopra degli altri tipi di pittura storica; insieme ad essa vi era il grande genere, tra cui i dipinti trattanti soggetti religiosi, mitologici, storici, letterari o allegorici, che incarnavano qualche interpretazione della vita o trasmettevano un messaggio morale o intellettuale. Gli dei e le dee dalle antiche mitologie rappresentavano i diversi aspetti della psiche umana, le figure di religiosi rappresentavano idee diverse, e la storia, come le altre fonti, rappresentavano una dialettica o gioco di idee. I soggetti con molte figure erano considerati migliori di quelli con figure singole. Per lungo tempo, soprattutto durante la rivoluzione francese, la pittura storica fu spesso focalizzata sulla rappresentazione del nudo maschile eroico, anche se questa usanza scemò nel XIX secolo.
Dopo il genere storico c'era, in ordine decrescente, il ritratto, le scene di vita quotidiana (chiamate Scènes de genere o "pittura di genere" e anche petit genre per contrastare con il grand genre), i paesaggi, la pittura di animali e infine la natura morta. Nella loro formulazione, tali dipinti erano inferiori perché erano soltanto immagini copiate senza forza morale o immaginazione artistica. I dipinti di genere non avevano ideali stilistici, né si elevavano nel soggetto per la loro abilità, ingegno e persino umorismo, e non andavano mai paragonati alla grande arte.
La gerarchia dei generi ebbe anche una corrispondente gerarchia dei formati: grande formato per la pittura storica, piccolo formato per le nature morte. Questo convenzione venne occasionalmente violata in passato, soprattutto nelle grandi opere fiamminghe e nel monumentale Il giovane toro dell'artista olandese Paulus Potter, nonché nel più grande dei due cartoni Bottega del macellaio di Annibale Carracci. Ma per la maggior parte i prezzi relativi ottenibili per i diversi generi erano determinati anche dalla gerarchia delle dimensioni; non sarebbe stato economico dipingere un grande soggetto dei generi inferiori, fatta eccezione per i ritratti di gruppo su commissione. I più grandi paesaggi di Rubens vennero dipinti per suo uso personale.
L'uso degli elementi pittorici nei dipinti, come il tratto e il colore per trasmettere un tema unificante finale o idea, venne considerato come la più alta espressione dell'arte e venne adottato un idealismo secondo il quale le forme viste in natura dovevano essere generalizzate e a loro volta subordinate all'unità dell'opera d'arte. Ciò era rivolto alla verità universale attraverso l'imitazione della natura. Più tardi teorici dissenzienti, come ad esempio Gotthold Ephraim Lessing, considerarono che l'attenzione all'allegoria era falsa e basata su un'analogia errata tra le arti plastiche e la poesia, radicata nel detto di Orazio, Ut pictura poësis ("la pittura è come la poesia").
Il pittore britannico Sir Joshua Reynolds, nei suoi Discourses degli anni 1770 e 1780, ribadì che le nature morte erano nella posizione più bassa della gerarchia dei generi per il fatto che interferivano con l'accesso del pittore a forme centrali, quelle che producono la potenza della mente. Al vertice regnava la pittura storica, incentrata sul corpo umano: la familiarità con le forme del corpo permetteva alla mente del pittore, il confronto degli innumerevoli casi della forma umana e di astrarre da essi quelle caratteristiche tipiche o centrali che rappresentavano l'essenza del corpo o l'ideale.
Anche se Reynolds era d'accordo con Félibien circa l'ordine naturale dei generi, egli dichiarò che un'opera importante, sotto qualsiasi genere di pittura, poteva essere prodotta dalla mano del genio: «Sia che si tratti della figura umana, di un animale o anche di oggetti inanimati, non c'è nulla di così poco promettente in apparenza, che non possa essere sollevato a dignità, trasmettere sentimento e produrre emozioni, nelle mani di un pittore di genio. Ciò che fu detto di Virgilio, che gettò anche lo sterco sulla terra con aria di dignità, può essere applicato a Tiziano, e tutto ciò che egli toccava, ma naturalmente intendo, gli era abitualmente familiare e pervaso di una specie di magia che investiva con grandezza e importanza».
Anche se le accademie europee di solito insistettero pesantemente su questa gerarchia, molti artisti furono in grado di inventare nuovi generi che sollevarono i soggetti inferiori al livello della pittura storica. Lo stesso Reynolds raggiunse questo inventando lo stile ritrattista che fu chiamato grande maniera, dove lusingò i suoi modelli paragonandoli a personaggi mitologici. Jean-Antoine Watteau inventò un genere che venne chiamato fête galante, secondo il quale dipinse scene di divertimenti di corte ambientandole nell'Arcadia; questi dipinti hanno spesso una qualità poetica e allegorica che li nobilita. 
Claude Lorrain praticò un genere chiamato paesaggio ideale, nel quale una composizione era liberamente tratta dalla natura e punteggiata di rovine classiche, come scenario per l'ambientazione di un tema biblico o storico. Egli abilmente combinò paesaggio e pittura storica, legittimando in tal modo il primo. Divenne così sinonimo del termine paesaggio storico che ricevette il riconoscimento ufficiale dell'Académie française quando, nel 1817, venne assegnato un Prix de Rome al genere. Infine, Jean-Baptiste-Siméon Chardin fu in grado di creare nature morte che sono state considerate avere un fascino e una bellezza tali da essere collocate a fianco dei migliori soggetti allegorici. Tuttavia, consapevole di questa gerarchia, Chardin iniziò ad inserire figure nelle sue opere intorno al 1730, soprattutto donne e bambini.

### XIX secolo
Il Romanticismo aumentò notevolmente lo stato gerarchico della pittura di paesaggio, a partire dall'arte britannica e più gradualmente nella pittura di genere, che incominciò ad influenzare la pittura storica nei trattamenti aneddotici dello stile troubadour in Francia e in tendenze equivalenti altrove. I paesaggi crebbero in dimensioni in modo da riflettere la nuova importanza, spesso corrispondenti ai dipinti storici, soprattutto nell'americana Hudson River School e nella pittura russa. I dipinti di animali aumentarono in termini di dimensioni e di dignità, ma il ritratto a la figura intera, anche di regalità, divenne in gran parte destinato ai grandi edifici pubblici.
Fino alla metà del XIX secolo, le pittrici erano in gran parte in grado di dipingere soltanto quadri storici poiché a loro non era consentito partecipare al processo finale di formazione, cioè all'insegnamento del disegno dal vero, al fine di proteggere la loro modestia. Potevano trarre idee da rilievi, stampe, calchi e dalle opere degli antichi maestri, ma non dalla modella nuda. Vennero quindi incoraggiate a praticare forme di pittura inferiori come il ritratto, il paesaggio e la pittura di genere. Questi erano considerati più femminili in quanto facevano appello all'occhio, piuttosto che alla mente.
Verso la fine del XIX secolo, i pittori e critici iniziarono a ribellarsi verso le molte regole dell'Académie française, compreso lo status concesso alla pittura storica, che cominciava ad essere acquistata principalmente da enti pubblici, visto che gli acquirenti privati preferivano soggetti più in basso nella gerarchia. In Gran Bretagna il movimento preraffaellita cercò di rivitalizzare la pittura storica, con alterne fortune; altri movimenti compirono sforzi analoghi. Molti preraffaelliti conclusero la loro carriera pittorica praticando altri soggetti. I nuovi movimenti artistici, compreso il realismo e l'impressionismo, cercarono di descrivere il presente e la vita quotidiana come rilevato dall'occhio umano, distaccandolo dal significato storico; i realisti spesso scelsero la pittura di genere e la natura morta, mentre gli impressionisti si concentrano più spesso sui paesaggi.